# علی‌محمد پرورش
علی‌محمد پرورش (زادهٔ ۱۳۰۹ در اصفهان - درگذشتهٔ ۱۴ خرداد ۱۳۸۱) قلم زن ایرانی اهل اصفهان است.

## زندگی
پرورش در سال ۱۳۰۹ در محلهٔ چهارسوق شیرازی‌های اصفهان متولد شد. همزمان با تحصیل در دورهٔ ابتدایی نزد استادان آن‌زمان مانند عبدالکریم پرورش واقع در خیابان چهارباغ عباسی و محمود ربیعی به شاگردی و فراگیری فنون قلمزنی مشغول شد. هنر نقاشی را نزد حاج مصور الملکی آموخت. از سال ۱۳۳۲ با الهام از سبک ابراهیم دایی‌زاده شخصاً شروع به کار کرد و آثاری همچون شکارگاه، خارکش، بزم، تنگ گل و پرنده را آفرید. علی محمد پرورش در ۱۴ خرداد ۱۳۸۱ درگذشت و در باغ رضوان به خاک سپرده شد.